# Кугурлуй
Кугурлуй (укр. Кугурлуй) — озеро заливного типа на территории Ренийского и Измаильского районов Одесской области Украины.
Озеро Кугурлуй занесено в международный список Рамсарской конвенции об охране водно-болотных угодий.

## География
На севере озеро сообщается с озером Ялпуг, на северо-востоке — с озером Верега. На востоке протоками Большая и Малая Репида, а на юге протокой Скунда озеро сообщается с Дунаем. На протоке Скунда имеется шлюз. Также водообмен с Дунаем осуществляется по нескольким небольшим протокам для пропуска рыбы.
Озеро неправильной круглой формы, диаметр около 20 км, площадь — 82 км², средняя глубина 0,8 — 1 м, максимальная — 2,5 м. Берега низкие, извилистые, заболоченные. Температура воды летом до +28 °C — +30 °C, зимой озеро замерзает. Минерализация воды 0,8 — 1,5 г/л. Дно илистое.

## Флора и фауна
Берега озера поросли камышом и осокой, в озере много гидрофильной растительности. Богатая ихтиофауна, на озере производится промышленный вылов сазана, судака, леща, щуки и других видов рыбы, а также раков. Прибрежные заросли представляют собой места гнездования птиц, в частности в плавнях возле юго-восточного края озера существует единственная на Украине колония кудрявого пеликана.

## Использование
Вода Кугурлуя используется для орошения. Между южным побережьем Кугурлуя и Дунаем путём обваловывания создан польдер, который планировалось использовать для выращивания зерновых культур (пшеница, овёс) с периодическим засеиванием кукурузой и люцерной в рамках севооборота. В современное время преимущественно высеваются кормовые культуры (люцерна и т. д.).

## Экологическая обстановка
В 1985 году попадание ядохимикатов в грунтовые воды и речку Ялпуг, которые формируются на территории Молдавии и впадают в озеро Ялпуг, вызвали массовую гибель рыбы и другой водной живности в озере Кугурлуй. В настоящее время наибольшее антропогенное воздействие на озеро оказывают вода из озера Ялпуг.

## История
Проведенным в период с 1822 по 1828 год статистическим описанием вошедших в Российскую Империю земель Бессарабии по Берлинскому трактату, значится, что в речке Репида, соединяющей Кугурлуй с Дунаем зимовали судна Дунайской флотилии.
В период 1939—1941 годов, после вхождения Бессарабии в состав СССР по договору о ненападении между Германией и Советским Союзом, озеро Кугурлуй было основной базой Дунайской военной флотилии.